# 温琴佐·库恰
温琴佐·库恰（義大利語：Vincenzo Cuccia，1892年3月20日—1979年3月2日），生于巴勒莫，意大利男子击剑运动员。他曾获得1924年夏季奥运会击剑比赛男子佩剑团体金牌和男子重剑团体铜牌。